# Ochrotrichia cebollati
Ochrotrichia cebollati är en nattsländeart som beskrevs av Angrisano 1995. Ochrotrichia cebollati ingår i släktet Ochrotrichia och familjen smånattsländor. Inga underarter finns listade i Catalogue of Life.